# Gymnothorax pindae
Gymnothorax pindae és una espècie de peix de la família dels murènids i de l'ordre dels anguil·liformes.

## Morfologia
Els mascles poden assolir els 39 cm de longitud total.

## Distribució geogràfica
Es troba des de l'Àfrica oriental fins a les Illes de la Societat, les Illes Amami (Japó), les Illes Marshall, les Hawaii i el sud de la Gran Barrera de Corall.